# Дискографія ВІА Гра
Дискографія гурту «ВІА Гра».

## Альбоми

### Студійні альбоми
| Назва             | Деталі                                                                | Найвища позиція в чарті | Найвища позиція в чарті | Сертифікації      | Продажі        |
| Назва             | Деталі                                                                | FIN                     | RUS                     | Сертифікації      | Продажі        |
| ----------------- | --------------------------------------------------------------------- | ----------------------- | ----------------------- | ----------------- | -------------- |
| Попытка № 5       | - Дата: 27 вересня 2001 - Лейбл: Columbia - Формат: касета, CD, DVD   | —                       | 1                       | - RUS: Золотий    | - RUS: 300,000 |
| Стоп! Снято!      | - Дата: 14 квітня 2003 - Лейбл: Columbia - Формат: касета, CD, DVD    | —                       | 3                       | - RUS: Золотий    |                |
| Stop! Stop! Stop! | - Дата: 18 вересня 2003 - Лейбл: Sony Records Int'l - Формат: CD, DVD | 23                      | —                       | - TWN: Золотий    | - JPN: 29,000  |
| Биология          | - Дата: 12 листопада 2003 - Лейбл: Columbia - Формат: касета, CD, DVD | —                       | 1                       | - RUS: Платиновий |                |
| L.M.L.            | - Дата: 13 вересня 2007 - Лейбл: Монолит - Формат: касета, CD         | —                       | —                       |                   |                |

### Збірні альбоми
| Назва              | Деталі                                                                    |
| ------------------ | ------------------------------------------------------------------------- |
| Бриллианты         | - Дата: 12 грудня 2005 - Лейбл: JRC, Moon, CD Land - Формат: касета, CD   |
| Поцелуи            | - Дата: 1 листопада 2007 - Лейбл: Астра, Монолит - Формат: CD, DVD        |
| Эмансипация        | - Дата: 30 жовтня 2008 - Лейбл: AMUSIC Records - Формат: CD, DVD, Digital |
| Всё лучшее в одном | - Дата: 24 липня 2015 - Лейбл: Velvet Music - Формат: Digital             |

## Сингли
| Рік                                                                    | Пісня                                          | Найвища позиція в чарті | Найвища позиція в чарті | Найвища позиція в чарті | Найвища позиція в чарті | Найвища позиція в чарті | Альбом             |
| Рік                                                                    | Пісня                                          | UKR                     | FIN                     | LAT                     | NOR                     | RUS                     | Альбом             |
| ---------------------------------------------------------------------- | ---------------------------------------------- | ----------------------- | ----------------------- | ----------------------- | ----------------------- | ----------------------- | ------------------ |
| 2000                                                                   | «Попытка № 5»                                  | —                       | —                       | —                       | —                       | —                       | Попытка № 5        |
| 2000                                                                   | «Обними меня»                                  | —                       | —                       | —                       | —                       | —                       | Попытка № 5        |
| 2001                                                                   | «Бомба»                                        | —                       | —                       | —                       | —                       | —                       | Попытка № 5        |
| 2001                                                                   | «Я не вернусь»                                 | —                       | —                       | —                       | —                       | —                       | Попытка № 5        |
| 2002                                                                   | «Стоп! Стоп! Стоп!»                            | 5                       | —                       | —                       | —                       | —                       | Стоп! Снято!       |
| 2002                                                                   | «Good morning, папа!»                          | 4                       | —                       | —                       | —                       | —                       | Стоп! Снято!       |
| 2003                                                                   | «Не оставляй меня, любимый!»                   | —                       | —                       | —                       | —                       | —                       | Стоп! Снято!       |
| 2003                                                                   | «Убей мою подругу»                             | —                       | —                       | 19                      | —                       | —                       | Стоп! Снято!       |
| 2003                                                                   | «Океан и три реки» (за участю В. Меладзе)      | 4                       | —                       | 10                      | —                       | —                       | Биология           |
| 2003                                                                   | «Kill my girlfriend»                           | —                       | —                       | —                       | —                       | —                       | Stop! Stop! Stop!  |
| 2003                                                                   | «Stop! Stop! Stop!»                            | —                       | 6                       | —                       | 20                      | —                       | Stop! Stop! Stop!  |
| 2004                                                                   | «Притяженья больше нет» (за участю В. Меладзе) | 4                       | —                       | 15                      | —                       | —                       | Бриллианты         |
| 2004                                                                   | «Биология»                                     | —                       | —                       | —                       | —                       | —                       | Биология           |
| 2004                                                                   | «Мир, о котором я не знала до тебя»            | 5                       | —                       | 41                      | —                       | —                       | Биология           |
| 2005                                                                   | «Нет ничего хуже» (за участю «ТНМК»)           | 2                       | —                       | 16                      | —                       | —                       | Бриллианты         |
| 2005                                                                   | «Бриллианты»                                   | 6                       | —                       | 3                       | —                       | —                       | Бриллианты         |
| 2006                                                                   | «Обмани, но останься»                          | 5                       | —                       | 11                      | —                       | —                       | Поцелуи            |
| 2006                                                                   | «Л.М.Л.»                                       | 6                       | —                       | 9                       | —                       | —                       | Поцелуи            |
| 2006                                                                   | «Цветок и нож»                                 | 7                       | —                       | 40                      | —                       | —                       | Поцелуи            |
| 2007                                                                   | «Поцелуи»                                      | 1                       | —                       | 2                       | —                       | —                       | Поцелуи            |
| 2008                                                                   | «Я не боюсь»                                   | —                       | —                       | 11                      | —                       | —                       | Эмансипация        |
| 2008                                                                   | «Emancipation»                                 | 4                       | —                       | 8                       | —                       | —                       | Эмансипация        |
| 2009                                                                   | «Антигейша»                                    | 10                      | —                       | 5                       | —                       | —                       | Сингл без альбому  |
| 2009                                                                   | «Сумасшедший»                                  | 5                       | —                       | 3                       | —                       | —                       | Всё лучшее в одном |
| 2010                                                                   | «Пошёл вон»                                    | 5                       | —                       | 15                      | —                       | —                       | Всё лучшее в одном |
| 2010                                                                   | «День без тебя»                                | 12                      | —                       | 10                      | —                       | —                       | Всё лучшее в одном |
| 2012                                                                   | «Алло, мам!»                                   | 2                       | —                       | 3                       | —                       | —                       | Всё лучшее в одном |
| 2013                                                                   | «Перемирие»                                    | 1                       | —                       | —                       | —                       | 12                      | Всё лучшее в одном |
| 2014                                                                   | «У меня появился другой» (за участю Вахтанга)  | 1                       | —                       | —                       | —                       | 14                      | Всё лучшее в одном |
| 2014                                                                   | «Кислород» (за участю Мота)                    | 61                      | —                       | —                       | —                       | 23                      | Сингл без альбому  |
| 2015                                                                   | «Это было прекрасно»                           | 43                      | —                       | —                       | —                       | —                       | Всё лучшее в одном |
| 2015                                                                   | «Так сильно»                                   | 11                      | —                       | —                       | —                       | 15                      | Сингл без альбому  |
| 2016                                                                   | «Кто ты мне?»                                  | 89                      | —                       | —                       | —                       | 11                      | Сингл без альбому  |
| 2017                                                                   | «Моё сердце занято»                            | 55                      | —                       | —                       | —                       | 66                      | Сингл без альбому  |
| 2018                                                                   | «Я полюбила монстра»                           | —                       | —                       | —                       | —                       | 42                      | Сингл без альбому  |
| 2019                                                                   | «Люболь»                                       | —                       | —                       | —                       | —                       | 27                      | Сингл без альбому  |
| 2019                                                                   | «1+1»                                          | —                       | —                       | —                       | —                       | 53                      | Сингл без альбому  |
| 2020                                                                   | «Рикошет»                                      | —                       | —                       | —                       | —                       | 75                      | Сингл без альбому  |
| 2021                                                                   | «Антигейша 2021»                               | —                       | —                       | —                       | —                       | —                       | Сингл без альбому  |
| 2021                                                                   | «Родниковая вода»                              | —                       | —                       | —                       | —                       | 75                      | Сингл без альбому  |
| 2021                                                                   | «Манекен»                                      | —                       | —                       | —                       | —                       | —                       | Сингл без альбому  |
| 2025                                                                   | «Galileo»                                      | —                       | —                       | —                       | —                       | –                       | Сингл без альбому  |
| «—» позначає сингл, що не потрапив у чарти або відсутність інформації. |                                                |                         |                         |                         |                         |                         |                    |

## Відеоальбоми
- Бомба (2003)
- Стоп! Снято! (2003)
- MV Collection (2004)
- Video Бриллианты (2006)